# Novelle galeotte d'amore
Novelle galeotte d'amore è un film del 1972, diretto da Antonio Margheriti.

## Trama
Il film è composto da quattro episodi: Il prestito, La ruggine, Lo spago e Il ritorno del crociato.
Nel primo episodio Gulfardo da Cecina per godersi Ambrogia è costretto a pagarle 200 fiorini, presi in prestito da suo marito che svolge il lavoro dell'usuraio.
Nel secondo un cavaliere di ritorno dalle crociate scopre di avere un figlio, nato dal rapporto con la moglie del pittore Tiziano.
Nel terzo Roberto e Sismonda fanno uso di uno spago per concordare i loro convegni intimi.
Nell'ultimo episodio la baronessa Elisa se la spassa con una serie di uomini per neutralizzare le cinture di castità, dato che suo marito Enrico è partito per le crociate. Quando il barone fa ritorno nel paese trova tutti gli uomini castigati da una cintura di castità più diabolica delle altre.